# دسته ۳ فسفواینوزیتید ۳-کیناز
دسته ۳ فسفواینوزیتید ۳-کیناز (انگلیسی: Class III PI 3-kinase) زیرگروهی از خانوادهٔ آنزیمی فسفواینوزیتید ۳-کیناز است که ساختار دومین مشابه، اختصاصی‌بودن سوبسترا و روش فعال‌شدگی‌سازی مشابهی دارند. این آنزیم در انسان توسط ژن PIK3C3 کُدگذاری می‌شود. در سلول‌های انسانی Vps34 با یک زیرواحد تنظیمی دیگر به نام PIK3R4 مرتبط است.
فقط یک نوع آنزیم در این زیرگروه شناسایی شده‌است که «Vps34» نام دارد و تنها عضوی از فسفواینوزیتید ۳-کینازهاست در تمامی سلول‌های یوکاریوت بیان می‌شود.
سوبسترای اختصاصی «Vps34» فسفاتیدیل‌اینوزیتول است که آنرا به فسفاتیدیل اینوزیتول ۳-فسفات تبدیل می‌کند.
حضور مولکول «Vps34» برای خودخواری ضروری است.

## برای مطالعهٔ بیشتر
- Stein RC( 2001) Prospects for phosphoinositide 3-kinase inhibition as a cancer treatment Endocr Relat Cancer 8:237-248
- Foster FM, Traer CJ, Abraham SM, and Fry MJ (2003) The phosphoinositide (PI) 3-kinase family J Cell Sci 116:3037-3040.
- Vanhaesebroeck B, Waterfield MD.(1999) Signaling by distinct classes of phosphoinositide 3-kinases. Exp Cell Res. 253(1):239-54.